# Sentier de grande randonnée 38
Le sentier de grande randonnée 38 (GR 38) relie Douarnenez à Redon. Il traverse les départements du Finistère et du Morbihan.

## Localités traversées
En Ille-et-Vilaine
 Redon
Dans le Morbihan
 Saint-Vincent-sur-Oust
 Rochefort-en-Terre
 Trédion
 Saint-Jean-Brévelay
-   Colpo
 Grand-Champ
 Lanvaudan
 Plouay
 Le Faouët
 Le Saint
 Gourin
Dans le Finistère
 Châteauneuf-du-Faou
 Saint-Thois
 Briec
 Quimper
 Locronan
 Douarnenez